# 統計科学研究会
統計科学研究会（とうけいかがくけんきゅうかい、英語: Research Association Of Statistical Sciences (RASS)）は、日本の学術研究団体の一つ。

## 概要
1941年設立。学術研究団体としての種別は単独学会。
数理科学を学術研究領域とし、統計科学の研究・普及をはかり、関係諸部面とも協力して学術文化の向上発展に寄与することを目的としている。

## 沿革
- 1941年 - 統計科学研究会（前身）。
- 2013年 - 一般社団法人統計科学研究会設立。
- 2019年 - 統計科学研究会に改組。

## 刊行物

### Bulletin of Informatics and Cybernetics
- 誌名（和文）：Bulletin of Informatics and Cybernetics
- 誌名（欧文）：Bulletin of Informatics and Cybernetics
- 創刊年：1941
- 資料種別：ジャーナル（査読付き論文を含む）
- 使用言語：英語のみ
- 発行形態：eジャーナル
- 著作権帰属先：学会
- クリエイティブコモンズ：定めていない
- 購読：無料